# Deutscher Markscheider-Verein
Der Deutsche Markscheider-Verein e. V. (DMV) ist der Berufsverband der deutschen Ingenieure für Markscheidewesen. Er vertritt die Belange der verschiedenen Berufsfelder zwischen untertägiger Vermessung, Bergbau-Management und Rohstoff-Dokumentation.
Der Verband kooperiert mit den für den Bergbau relevanten Hochschulen, erstellt Vorschläge für die akademische Ausbildung und vermittelt bei Problemen im bergbaulichen Spannungsfeld zwischen Erfordernissen der Ökonomie und des Umweltschutzes.
Der DMV hat nach eigener Angabe 360 Mitglieder. Vorsitzender war seit September 2011 Carsten Wedekind und ist seit September 2023 Stefan Hager.